# Sematophyllum amblystegiocarpum
Sematophyllum amblystegiocarpum är en bladmossart som beskrevs av Brotherus 1925. Sematophyllum amblystegiocarpum ingår i släktet Sematophyllum och familjen Sematophyllaceae. Inga underarter finns listade i Catalogue of Life.